# Біляна Дудова
Біляна Живкова Дудова (болг. Биляна Живкова Дудова; нар. 1 серпня 1997, Враца, Врачанська область) — болгарська борчиня вільного стилю, чемпіонка світу та срібна призерка чемпіонату світу, чотириразова чемпіонка срібна призерка чемпіонатів Європи.

## Життєпис
Боротьбою почала займатися з 2010 року. У 2016 році стала бронзовою призеркою чемпіонату Європи серед юніорів. У 2018 році завоювала здобула чемпіонський титул чемпіонату Європи серед молоді.
Виступає за борцівський клуб Самокова. Тренер — Серафим Барзаков.

## Спортивні результати на міжнародних змаганнях

### Виступи на Чемпіонатах світу
| Змагання                        | Збірна   | Вагова категорія          | Місце  |
| ------------------------------- | -------- | ------------------------- | ------ |
| Чемпіонат світу з боротьби 2017 | Болгарія | жіноча боротьба, до 55 кг | 5      |
| Чемпіонат світу з боротьби 2018 | Болгарія | жіноча боротьба, до 57 кг | Срібло |
| Чемпіонат світу з боротьби 2021 | Болгарія | жіноча боротьба, до 59 кг | Золото |
| Чемпіонат світу з боротьби 2022 | Болгарія | жіноча боротьба, до 62 кг | 13     |

### Виступи на Чемпіонатах Європи
| Змагання                         | Збірна   | Вагова категорія          | Місце  |
| -------------------------------- | -------- | ------------------------- | ------ |
| Чемпіонат Європи з боротьби 2016 | Болгарія | жіноча боротьба, до 53 кг | 9      |
| Чемпіонат Європи з боротьби 2017 | Болгарія | жіноча боротьба, до 55 кг | Золото |
| Чемпіонат Європи з боротьби 2018 | Болгарія | жіноча боротьба, до 57 кг | Золото |
| Чемпіонат Європи з боротьби 2019 | Болгарія | жіноча боротьба, до 59 кг | Золото |
| Чемпіонат Європи з боротьби 2020 | Болгарія | жіноча боротьба, до 59 кг | Срібло |
| Чемпіонат Європи з боротьби 2021 | Болгарія | жіноча боротьба, до 59 кг | Золото |
| Чемпіонат Європи з боротьби 2023 | Болгарія | жіноча боротьба, до 62 кг | Бронза |

### Виступи на інших змаганнях
| Змагання                                                       | Збірна   | Вагова категорія          | Місце  |
| -------------------------------------------------------------- | -------- | ------------------------- | ------ |
| Турнір Дана Колова — Николи Петрова 2015                       | Болгарія | жіноча боротьба, до 55 кг | Бронза |
| Турнір Дана Колова — Николи Петрова 2016                       | Болгарія | жіноча боротьба, до 55 кг | Золото |
| Олімпійський кваліфікаційний турнір з боротьби 2016 (Зренянин) | Болгарія | жіноча боротьба, до 53 кг | 10     |
| Турнір Дана Колова — Николи Петрова 2017                       | Болгарія | жіноча боротьба, до 55 кг | Срібло |
| Відкритий чемпіонат Польщі з боротьби 2017                     | Болгарія | жіноча боротьба, до 55 кг | 5      |
| Гран-прі Іспанії з боротьби 2017                               | Болгарія | жіноча боротьба, до 55 кг | Бронза |
| Гран-прі «Іван Яригін» 2018                                    | Болгарія | жіноча боротьба, до 59 кг | 5      |
| Турнір Дана Колова — Николи Петрова 2018                       | Болгарія | жіноча боротьба, до 57 кг | Бронза |
| Відкритий чемпіонат Польщі з боротьби 2018                     | Болгарія | жіноча боротьба, до 57 кг | 5      |
| Henri Deglane Challenge 2018                                   | Болгарія | команда                   | Срібло |
| Гран-прі «Іван Яригін» 2019                                    | Болгарія | жіноча боротьба, до 57 кг | Бронза |
| Турнір Дана Колова — Николи Петрова 2019                       | Болгарія | жіноча боротьба, до 57 кг | 5      |
| Турнір Яшара Догу 2020                                         | Болгарія | жіноча боротьба, до 57 кг | Срібло |
| Чемпіонат Болгарії з боротьби 2020                             | Болгарія | жіноча боротьба, до 57 кг | Срібло |
| Київський Міжнародний турнір з боротьби 2021                   | Болгарія | жіноча боротьба, до 57 кг | Бронза |
| Турнір Дана Колова — Николи Петрова 2021                       | Болгарія | жіноча боротьба, до 57 кг | Золото |
| Турнір Яшара Догу 2021                                         | Болгарія | жіноча боротьба, до 57 кг | Золото |
| Меморіал Іона Корнеану і Ладислава Сімона 2021                 | Болгарія | жіноча боротьба, до 59 кг | Золото |
| Турнір Дана Колова — Николи Петрова 2022                       | Болгарія | жіноча боротьба, до 62 кг | Золото |
| Турнір Яшара Догу 2022                                         | Болгарія | жіноча боротьба, до 62 кг | 8      |
| Меморіал Іона Корнеану і Ладислава Сімона 2022                 | Болгарія | жіноча боротьба, до 62 кг | Бронза |
| Відкритий турнір Загреба з боротьби 2023                       | Болгарія | жіноча боротьба, до 62 кг | Бронза |
| Турнір Ібрагіма Мустафи 2023                                   | Болгарія | жіноча боротьба, до 62 кг | 16     |

### Виступи на змаганнях молодших вікових груп
| Змагання                                            | Збірна   | Вагова категорія          | Місце  |
| --------------------------------------------------- | -------- | ------------------------- | ------ |
| Чемпіонат Європи з боротьби серед кадетів 2013      | Болгарія | жіноча боротьба, до 60 кг | 5      |
| Чемпіонат світу з боротьби серед кадетів 2013       | Болгарія | жіноча боротьба, до 60 кг | 9      |
| Чемпіонат Європи з боротьби серед кадетів 2014      | Болгарія | жіноча боротьба, до 60 кг | 10     |
| Чемпіонат світу з боротьби серед кадетів 2014       | Болгарія | жіноча боротьба, до 60 кг | 7      |
| Чемпіонат Європи з боротьби серед юніорів 2016      | Болгарія | жіноча боротьба, до 55 кг | Бронза |
| Чемпіонат світу з боротьби серед юніорів 2016       | Болгарія | жіноча боротьба, до 55 кг | 9      |
| Балканський чемпіонат з боротьби серед юніорів 2016 | Болгарія | жіноча боротьба, до 55 кг | Золото |
| Чемпіонат Європи з боротьби серед молоді 2016       | Болгарія | жіноча боротьба, до 55 кг | 9      |
| Чемпіонат Європи з боротьби серед молоді 2017       | Болгарія | жіноча боротьба, до 55 кг | 5      |
| Чемпіонат світу з боротьби серед молоді 2017        | Болгарія | жіноча боротьба, до 58 кг | 12     |
| Чемпіонат Європи з боротьби серед молоді 2018       | Болгарія | жіноча боротьба, до 59 кг | Золото |